# Mount Kidd
Mount Kidd är ett berg i Kanada.   Det ligger i provinsen Alberta, i den centrala delen av landet, 3 000 km väster om huvudstaden Ottawa. Toppen på Mount Kidd är 2 958 meter över havet, eller 523 meter över den omgivande terrängen. Bredden vid basen är 5,3 km.
Terrängen runt Mount Kidd är bergig västerut, men österut är den kuperad.Trakten runt Mount Kidd är nära nog obefolkad, med mindre än två invånare per kvadratkilometer.. 
I omgivningarna runt Mount Kidd växer i huvudsak barrskog.